# استان آزانگارو
استان آزانگارو (به اسپانیایی: Provincia de Azángaro) یک منطقهٔ مسکونی در پرو است که در منطقه پونو واقع شده‌است. استان آزانگارو ۴٬۹۷۰٫۰۱ کیلومتر مربع مساحت و ۱۳۶٫۵۲۳ نفر جمعیت دارد و ۳٬۸۵۰ متر بالاتر از سطح دریا واقع شده‌است.